# Lorenzo Vento
Lorenzo Vento (Trapani, 1938) è un politico italiano, già sindaco di Trapani.

## Biografia
Docente di Lettere al Liceo scientifico Vincenzo Fardella di Trapani. Giornalista pubblicista dal 1960. Diviene consigliere comunale di Trapani nel 1964 per la Democrazia Cristiana. È rieletto nel 1970 e nel 1975 e lo resta fino al 1980.
Il 16 dicembre 1977 viene eletto sindaco di Trapani, fino all'8 marzo 1978. Nel 1980 è assessore comunale ai lavori pubblici.
Nel 1981 è presidente dell'Associazione “Ludi di Enea” e cura le celebrazioni per il bimillenario della morte di Virgilio.
Il figlio Pietro Vento, è direttore della società di sondaggi Demòpolis.